# Fridolín Macháček
Fridolín Macháček (20. března 1884 Praha – 29. března 1954 Plzeň) byl český muzeolog, archivář a historik. Věnoval se zejména regionálním dějinám Plzeňska. Byl dlouhodobým správcem městského archivu a muzea v Plzni. Jeho význam pro historiografii spočívá zejména ve zpracování plzeňské městské registratury.

## Rodina a mládí
Fridolín Macháček se narodil 20. března 1884 v Praze ve čtvrti Na Františku nedaleko Anežského kláštera na sever od Starého Města a na východ od Josefova. Jeho rodný dům měl v 19. století číslo popisné 183.

### Předkové
Jeho otcem byl František Macháček. František Macháček pocházel z obce Chrast na Chrudimsku a pracoval jako sluha ve směnárně. Františkův otec Martin Macháček vlastnil knihkupectví v Chrastu. Františkova matka Marie Macháčková, rozená Rautenkracová, se narodila v Hradci Králové.
Macháčkova matka se jmenovala Vilemína Macháčková. Narodila se v Praze jako Mathesiová. Její otec se jmenoval Bedřich Mathesius a pracoval jako jirchář též v Praze. Jeho matkou byla Anežka Mathesiová. Svatba Františka Macháčka a Vilemíny Macháčkové proběhla dne 30. června 1875.
Vzdáleným příbuzným Macháčkovy matky byl Vilém Mathesius. Jednalo se o literárního historika, jazykovědce a představitele Pražského lingvistického kroužku. Dalším příbuzným Fridolína Macháčka byl Bohumil Mathesius, překladatel, básník, publicista, literární vědec a editor.

### Dětství
Fridolín Macháček byl pokřtěn v římskokatolickém kostele svatého Haštala dne 25. března 1884. Kmotrem při křtu mu byl Antonín Kašpar, profesor ze Stříbra a Macháčkův příbuzný, zastoupený krejčím Antonínem Skálou. Právě po Skálovi získal své druhé jméno Antonín. Toto jména však nikdy nepoužíval.
Františkovi Macháčkovi bylo při narození syna 58 let a měl týdenní plat sedm zlatek. Fridolín měl dvě starší sestry. Chodil na obecnou školu u Svatého Havla. Roku 1894, když bylo Fridolínu Macháčkovi deset let, mu zemřel otec František Macháček, a tudíž se živitelkou rodiny stala Macháčkova matka, která věnovala velkou pozornost synovu vzdělání.

### Gymnaziální studium
Fridolín Macháček mezi léty 1894–1902 studoval na Reálném gymnáziu Křemencova. Odmaturoval 10. července 1902 s vyznamenáním. S vyznamenáním prospěl i ve všech následujících ročnících. Během svého gymnaziálního studia pomáhal svým spolužákům s učivem.
Během Macháčkova gymnaziálního studia jeho matka Vilemína Macháčková živila sebe a své děti pletením punčoch pomocí na splátky zakoupeném pletacím stroji. Tuto práci vykonávala v Opatovicích, dnes již zaniklé vsi na území Nového města pražského. Jednou z jejích zákazníků byla Němka Richterová ze Smíchova, která následně punčochy darovala chudým rodinám. Vilemíně jednou poradila „Dejte hocha do německých škol a my se mu o vše postaráme.“ Macháčkova matka na to odvětila, že Macháček je Čech a tak to zůstane, čímž zákaznici ztratila.

## Vysokoškolské studium
Fridolín Macháček studoval na Filozofické fakultě Univerzity Karlovy obory dějepis a zeměpis. Ke studiu nastoupil v ročníku 1902/1903. Původně zamýšlel studovat moderní filologii. V roce 1903 získal za své dobré studijní výsledky stipendium císaře Ferdinanda, jehož peněžní hodnota činila 240 Korun rakousko-uherských ročně. Studoval s cílem stát se středoškolským učitelem.
Matka Fridolína Macháčka zemřela 7. ledna 1905, tedy během Macháčkova vysokoškolského studia. Přestěhoval se se svými dvěma staršími sestrami do Sněmovní ulice čp. 170. Během studia si v roce 1903 vydělával jako stenograf v kanceláři Ústřední matice školské. Později brigádničil jako kopista v několika archivech a knihovnách v Praze. Během studia se přátelil např. s Václavem Vojtíškem, Karlem Guthem, Zdeňkem Wirthem, Karlem Stloukalem či Rudolfem Urbánkem. Dodnes se dochoval dostatek jeho konverzace s některými studenty. Z jazyků studoval latinu, řečtinu, němčinu, francouzštinu a ruštinu.
Fridolín Macháček navštěvoval historické přednášky profesorů Josefa Šusty, Josefa Pekaře, Jaroslava Golla, Čeňka Zíbrta, Jaroslava Bidla, Josefa Kalouska či Václava Novotného. Archeologii mu přednášel Lubor Niederle. Na přednáškách Gustava Friedricha studoval pomocné vědy historické. Václav Švambera a František Augustin přednášeli zeměpis a meteorologii. Jeho životní postoje ovlivnil jeho profesor filozofie Tomáš Masaryk, budoucí prezident Československé republiky. Kromě Masaryka mu filozofii přednášeli také profesoři František Drtina, František Krejčí a Františk Čáda. Drtina mu též přednášel předmět pedagogika a didaktika. K jeho zájmu a později profesi archivnictví ho přivedli profesoři Gustav Friedrich a Václav Novotný.
Fridolín Macháček se stal členem semináře Jaroslava Golla. Právě z jeho předmětu napsal seminární práci Defenestrace pražská 1618. Tuto práci mu univerzita později uznala za práci disertační. V roce 1908 byla publikována v Českém časopise historickém skrze zprostředkování českého historika Josefa Pekaře. Z tohoto semináře, využívající nejnovější dobové metody, později vzniklo uskupení historiků zvané „Gollova škola“. Gollovi žáci se věnovali zejména psaní monografií. Z psychologie sepsal seminární práci Výsledky pokusu z psychologie výpovědi. František Čáda o této seminární práci napsal: „Svědčí o studiu otázky velmi pilném, jakož i o bystrém úsudku vlastním.“
V roce 1906 zakončil poslední letní semestr. Téhož roku se o prázdninách stal na doporučení Novotného zaměstnancem Městského archivu v Rakovníku. Hlavní rigorozum z oborů historie a pomocné vědy historické skládal u Jaroslav Golla, Josefa Pekaře a Gustava Friedricha, vedlejší rigorozum z filozofie u Tomáše Masaryka a Františka Drtiny. Z oboru filosofie skládal hlavní rigorozum u Františka Drtiny a Tomáše Masaryka. Dne 10. června 1907 složil státní zkoušky z předmětů dějepis obecný, dějepis rakouský a zeměpis. Domácí úkol z dějepisu rakouského Macháčkovi prominuli pro jeho seminární práci. Ze zeměpisu vypracoval Horopisné a vodopisné poměry údolí nilského. Práce byla ohodnocena za výborné. Jako klauzurní úlohy splnil Přehled dějin římských v domě Mariově a Sullově, Přehled dějin anglických ve 13. století, Česká otázka ve válce třicetileté a Zeměpisné určování míst.
Dne 10. června 1907 získal učitelskou způsobilost pro vyšší střední školy. Dne 27. února 1908 byl promován doktorem filozofie. Během příprav na zkoušky pravidelně odjížděl za Vojtíškem do Archivu hlavního města Prahy, kde se společně připravovali.

## Začátek profesního života
Fridolín Macháček neměl v plzeňském muzeu na starost jen muzejní sbírky, ale i archivní a knihovnické, protože tyto tři instituce zde byly spojeny v jednu. Inventáře sbírek byly ovšem neúplné a neodborně zpracované. Macháček si uvědomoval, že funkce i způsob práce těchto pracovišť jsou odlišné a usiloval o to, aby v budoucnu bylo možné jejich rozdělení. Také chápal, že pro udržení a další rozvoj muzea je velmi důležitá výchovně-vzdělávací činnost. Proto začal od roku 1908 pořádat tematické výstavy, které byly doprovázeny přednáškami.
Spolu s C. Purkyně a Josefem Strnadem založil v roce 1909 Sborník městského historického muzea v Plzni (dnes vychází pod názvem Sborník Západočeského muzea v Plzni). Vycházel až do roku 1926, s přerušením v letech 1914–1918.

### Příchod do Plzně
Kuratorium Městského muzea v Plzni hledalo nového kvalifikovaného tajemníka a zároveň správce archivu městského muzea. Tuto funkci uvolnil Josef Strnad, jelikož se stal ředitelem II. plzeňské reálné školy (dnešní Gymnázium Plzeň) Josef Strnad, předseda muzejního kuratoria Městského muzea v Plzni, požádal Václava Novotného, Macháčkova profesora, o radu, koho na tuto funkci přijmout. Václav Novotný mu nabídl svého studenta Fridolína Macháčka. Macháček tak 1. května 1907 získal pozici tajemníka Městského muzea v Plzni, avšak pod podmínkou, že bude spravovat také archiv. Do této funkce ho zvolilo obecní zastupitelstvo již 16. dubna 1907 všemi hlasy. Ve funkci tajemníka zůstal až do roku 1941.
Historik a Macháčkův profesor Jaroslav Goll mu nabízel roku 1908 místo asistenta Maxe Dvořáka v archivu rodu Lobkoviců v Roudnici. Macháček však tuto nabídku odmítl. Roku 1915 se uvažovalo, zda nepřevezme po Schulzovi vedení Archivu Národního Muzea v Praze.

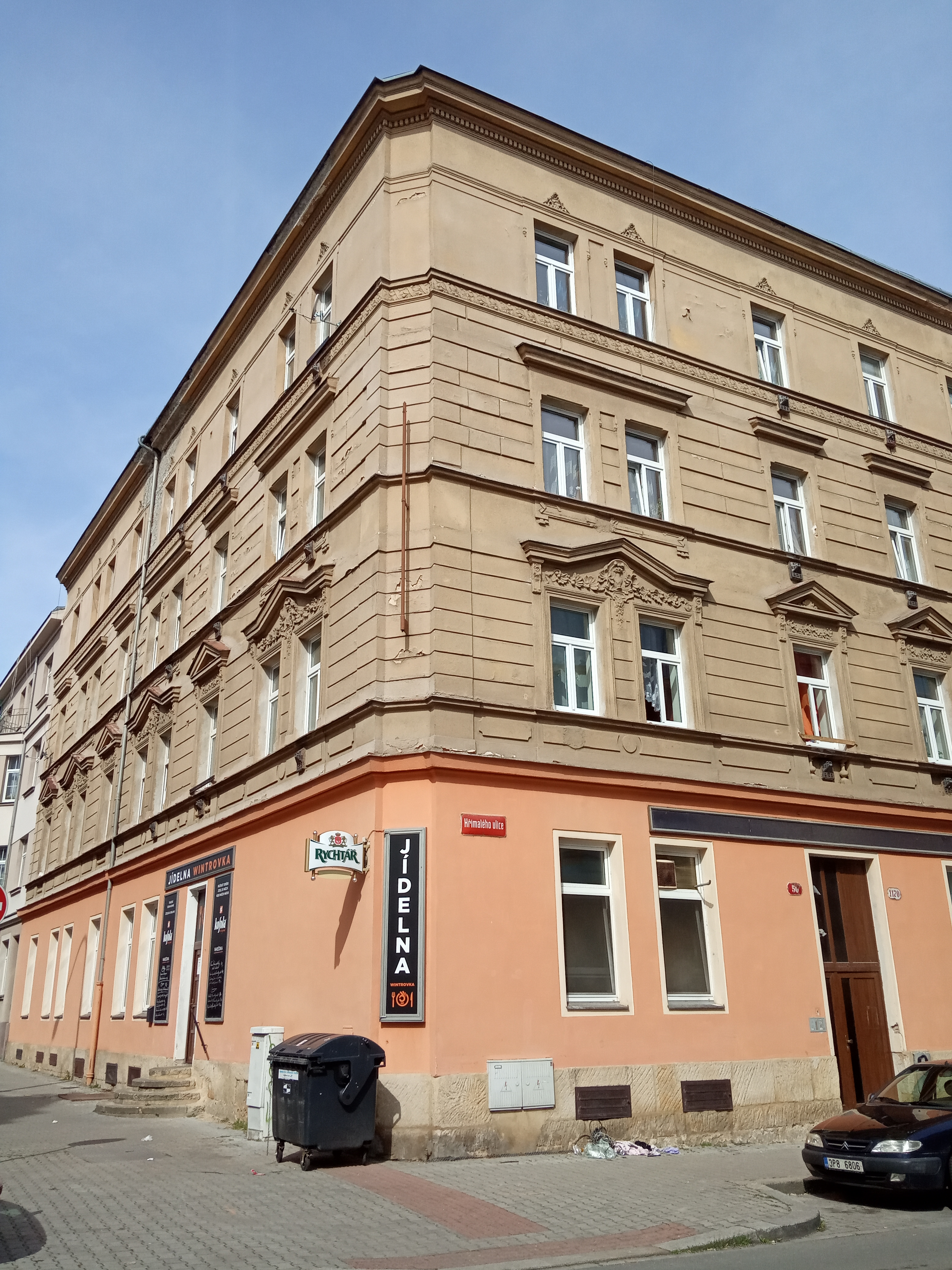
Dům Hřímalého 50, Bývalá Litická 50 na Jižním předměstí v Plzni. V tomto domě žil plzeňský historik Fridolín Macháček.

### Osobní život do nezávislosti Československa
Macháček v Plzni bydlel na adrese Litická 50, tedy dnešní Hřímalého 1170/50. Když přišel do Plzně, bylo mu 23 let. S Václavem Vojtíškem komunikoval osobně, často ho navštěvoval v Praze. Též s ním komunikoval pomocí dodnes dochovaných dopisů. V Archivu Hlavního města Prahy se setkával s dalšími mladými historiky: Zdeňkem Wirthem, Karel Guthem, Janem Opočenským, Jiřím Čermákem, Václavem Vilémem Štěchem či Janem Heidlerem.
Dne 26. listopadu 1908 se oženil se Stanislavou Noskovou, svou první manželkou. Svatba proběhla v římskokatolickém farním kostele svatého Tomáše v Praze na Malé Straně. Její otec se jmenoval Alois Nosek. Jednalo se o mlynáře z Byšiček, dnes část Lysé nad Labem. Její matka se jmenovala Anežka, rozená Kytlerová. Stanislava Nosková se narodila 22. prosince 1885. Byla tedy o rok a devět měsíců mladší než její manžel Fridolín Macháček. Celkem s ní měl tři dcery: Stanislavu Macháčkovou (1909-1979, později provdána jako Koníčková), Jiřinu Macháčkovou (1912-1980, později provdána jako Povolná) a Vlastu Macháčkovou (1915-1946, později provdána jako Hromádková). Jeho nejstarší sestra se během první světové války za ním přestěhovala do Plzně.
Během první světové války Macháčkova první manželka Stanislava Macháčková (rozená Nosková), s níž měl tři dcery, onemocněla nevyléčitelnou duševní chorobou. Macháček pro ni platil pobyt v ústavu. S péčí o tři jeho dcery mu pomohla jeho nejstarší sestra. Později bylo manželství rozloučeno. Po její smrti zůstal sám na výchovu svých tří dcer.

### První světová válka
Macháček se nikdy neangažoval v politice. Miloslav Bělohlávek z jeho dopisů soudí, že sympatizoval se Sociálně demokratickou stranou českoslovanskou vedenou Antonínem Němcem. V Praze se v průběhu první světové války scházel s lidmi, kteří podepsali Manifest českých spisovatelů v květnu 1917, a pomáhal navázat styky s plzeňskou pobočkou odbojové organizace Maffie. Patřil ke skupině vydávající protirakousky zaměřený časopis Přerod vydávaný od poloviny roku 1917. Macháček pracoval jako člen jeho redakce, později ji sám vedl. Napsal články Z dějiny války, O pamětním spise Němců r. 1915, Otázka dnes časová (o Slovácích) či studii František Palacký.

### Profesní činnost do nezávislosti Československa
Macháčkovou zásluhou vzniklo v plzeňském muzeu oddělení věnované zvonařské práci (fotografie, popisy, odlitky).
V roce 1921 se podruhé oženil a přijal místo okresního konzervátora. Roku 1919 byl na vlastní žádost jmenován městským archivářem. Jeho úsilí o rozdělení archivu, knihovny a muzea bylo ovšem naplněno až roku 1948.
Když Macháček roku 1907 přišel do Plzně, většinu městského muzea (dnešní Západočeské muzeum v Plzni) zabíralo muzeum uměleckoprůmyslové. Historické sbírky se zde nacházely pouze v provizorním uložení, které přístupné pro veřejnost. K muzeu patřil též městský archiv. V archivu pod vedením Macháčka prudce rostl počet dokumentů. Macháček vybudoval stavební a fotografický archiv, kam uložil ikonografii města a jeho okolí v kresbách, fotografiích, plánech, mapách, portréty osob, mapy a filmy.

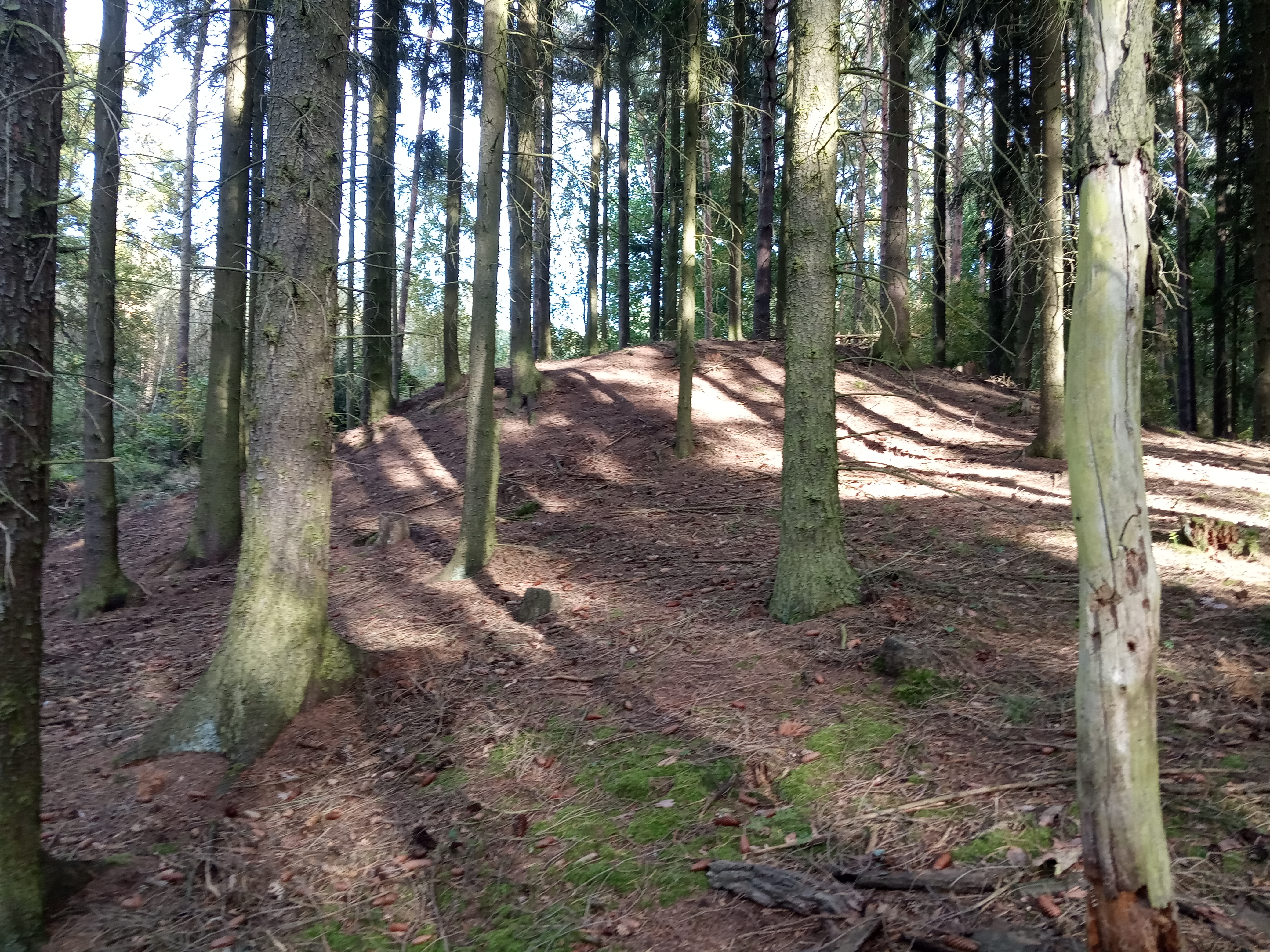
Mohyla u Nové Huti (Dýšina), které Fridolín Macháček v letech 1907–1911 zkoumal.

V letech 1907–1911 zkoumal mohylové pohřebiště nad Novou Hutí u Dýšiny, pocházející převážně ze střední doby bronzové, pohřby zde však probíhaly střední doby bronzové až do počátku doby laténské. Roku 1908 uvedl, že mohylník čítá 124 mohyl. O rok později napočítal 125 mohyl. Celkem prozkoumal 71 mohyl.
Roku 1908 ve stropě radnice nalezl městskou registraturu z 16. až 18. století. Registratura se nacházela ve značně dezolátním stavu. Tímto nálezem byly rozšířeny plzeňské archivní prameny. Také shromažďoval písemnosti cechů, kroniky a zachraňoval staré archivní zdroje. Převzal archiv velkostatku Hradiště u Blovic, který se povaloval poškozený v tamní stáji.
V létě 1910 ho městská rada vyslala na cestu po německých muzeích a dalších ústavech za účelem studování jejich vnitřního zařízení. Navštívil celkem 89 ústavů v Německu. Roku 1916 se účastnil porady Národního muzea, kde uvedl, že si přeje co nejtěsnější spolupráci různých českých muzeí. Zasloužil se o založení Svazu československých muzeí. Později byl zvolen jeho předsedou.
Vybudoval Vědeckou knihovnu (dnešní Studijní a vědecká knihovna Plzeňského kraje), ke které roku 1912 připojil Okresní studijní knihovnu Čiperovu. Knihovnu vedl do roku 1921, kdy ho ve vedení vystřídal Otto Stelzer. Dle svých diářů pořádal každý týden kolem šedesáti přednášek. V Plzni často pořádal muzejní výstavy a přednášky na vybrané konkrétní téma. Od roku 1909 do roku 1926 vydával Sborník Městského historického muzea. Ústav, který vedl, chtěl rozdělit na tři, a to na muzeum, archiv a knihovnu. K tomuto nápadu uvedl: „Za dnešního stavu věci jedno oddělení překáží druhému a trpí zejména městský archiv, který dnes nikterak nevyhovuje těm úkolům, které přísluší archivům velkého města.“
Spolupracoval s Josefem Kazimourem, který roku 1915 převzal redakci Časopisu pro české dějiny agrární, ohledně dějin venkova a při zpracování Selského archivu. Též spolupracoval s Rudolfem Urbánkem při tvorbě jeho časopisu Věda česká. Macháček inicioval dílo Antonína Profouse Místní jména v Čechách. Roku 1908 pořádal Výstavu a kurz vývoje latinského písma knihovného. O rok později vedl Výstavu archaeologie prehistorické. Čítárna knihovny byla zpřístupněna veřejnosti 1. března 1909. Roku 1910 pořádal cyklus přednášek s názvem „Starší české dějiny a účast Plzně v nich“. 13. února 1913 Macháček zpřístupnil muzeum veřejnosti.
Za Macháčkovy správy se prudce rozvíjelo v muzejní knihovně zejména oddělení pilsnesií. Pracovníci do něj zařadili vše, co se v Plzni nebo jinde v obvodu činnosti muzea vytisklo nebo zpracovalo. Rovněž tam zařadili literaturu týkající se Plzně či západních Čech a práce plzeňských autorů. Kromě knih se do tohoto oddělení řadily také plzeňské tisky, plakáty, letáky a brožury. Všechny knihy byly postupně kategorizovány a inventarizovány. Macháček založil Ústřední katalog odborných knihoven plzeňských. Zřízencem knihovny se stal Bohdan Bayer. Roku 1915 Macháček zakoupil písemnou pozůstalost a knihy Jaromíra Čelakovského.
Během první světové války Rakousko-uherská armáda rekvírovala zvony pro válečné potřeby. Plzní prošlo více než 700 zvonů. Macháček je provizorně shromážděné na náměstí v Plzni fotografoval (pomocí vlastního improvizovaného fotografického ateliéru), vytvářel oklepky nápisů a některé nechal odlít do sádry. Tak v plzeňském muzeu vzniklo oddělení zvonařské práce. Dvanáct zvonů se mu podařilo zachránit a vrátit na původní místo. Macháček založil sbírku vyhlášek a úředních tiskovin poukazujících na život v Plzni za první světové války. Chtěl spojit tři tehdy existující plzeňská muzea – historické, uměleckohistorické a národopisné (dnes součástí Západočeského muzea v Plzni). Roku 1918 nakladatel Bedřich Kočí knižně vydal jeho práci Defenestrace pražská r. 1618.

## První republika
Během první republiky dále pracoval v plzeňském muzeu a archivu. Dne 7. července 1921 mu Krajský soud v Plzni rozloučil manželství s jeho první manželkou Stanislavou Noskovou. Dne 14. července 1921 si v Husově kapli v Plzni vzal za manželku Gabrielu Kabátovou. Ta pracovala jako učitelka v plzeňské mateřské škole. Její otec pracoval jako plzeňský městský vážný. Matka Anna Sobotová pocházela ze Sedlece (dnes součást Starého Plzence). Před svatbou s Macháčkem bydlela na adrese U Zvonu 6. Oddával je vikář Karel Machotka. S Gabrielou Macháčkovou měl svou čtvrtou dceru Milenu Macháčkovou (1922-2018), v roce 1945 provdanou za amerického vojáka Gordona McCowan, se kterým pak žila v U.S.A.
Často jezdil do Prahy za Václavem Vojtíškem, v jehož bytě se scházeli i s Karlem Guthem a Karlem Stloukalem, přičemž se dodnes dochovala korespondence Lenky Vojtíškové a Lily Guthové s Gabrielou Macháčkovou.
Na jaře roku 1930 se ocitl pod palbou kritiky ze strany mnohých plzeňských novinářů kvůli kritice místní žurnalistiky, kterou uvedl v knize, kterou vydal roku 1929. Plzeňskou novinařinu označil za „temnou skvrnu na kulturním obraze Plzně”, na což si část plzeňských novinářů stěžovala plzeňské Městské radě. Jeho dopis Zdeňku Wirthovi dokládá, že svůj postoj nezměnil.

### Profesní činnost za první republiky
Roku 1919 získal titul městského archiváře. Do archivu tak získal písařku a úředníky. Téhož roku se stal konzervátorem pro památky historické, umělecké a archeologické pro okresy Plzeňský, Blovický a Kralovický. Stal se členem poradního sboru Ministerstva školství a národní osvěty. Dne 27. září 1919 byl ministerstvem školství a národní osvěty svolán sjezd zástupců pražských a venkovských muzeí. Byl ustanoven poradní sbor pro muzejnictví, jehož členem se stal i Macháček. Po založení Svazu československých muzeí byl zvolen i do muzejní rady. V letech 1939–1952 stál v čele Svazu jako jeho předseda. Téhož roku byl založen Svaz československých muzeí. Roku 1929 ho zvolili za dopisujícího člena Královské české společnosti nauk na základě návrhu J. Janka, Jaroslava Bidla, Václava Novotného, Františka Kameníčka, Zdeňka Nejedlého a Gustava Friedricha. Roku 1937 se stal její předsedou. Po vzniku Československé republiky se dostala do popředí otázka vývoje muzejnictví. Publikačně se zaměřil hlavně na čtyři témata – revize muzeí, síť muzeí, pojetí muzeí a instalace sbírek.
Vzhledem k jeho schopnostem Macháčkovi nabízeli řadu významných míst. Roku 1919 mu nabídli místo ředitele právě vytvářeného Archivu Ministerstva zemědělství. Roku 1921 byla Macháčkovi nabídnuta pozice v Archivu Ministerstva vnitra a také pozice ředitele Moravského zemského archivu v Brně. Všechny tyto nabídky odmítl.
Od roku 1920 působil jako externí učitel dějepisu a zeměpisu na Vyšší hospodářské škole v Plzni na Lochotíně v současné budově (2022) Lékařské fakulty v Plzni Univerzity Karlovy a jako výpomocný učitel na plzeňské Obchodní akademii. Na první zmíněné škole vyučoval i kronikáře z Těnovic (dnes část Spáleného Poříčí) Josefa Vyskočila, který ho označil za svého oblíbeného učitele. Dle Vyskočilových slov Macháček říkával studentům: „Všude dávejte pozor, ať se nic, co najdete v zemi, neztratí.“ Vyskočila učil předměty národní dějiny a dějiny lidstva. Stal se členem Československé archivní společnosti. S Vojtíškem, který vedl Městský archiv pražský, se obecně shodovali na způsobu vedení a funkcích archivů.
V Památkové komisi Národního výboru v Plzni, kde působil jako tajemník, prosazoval ochranu památek a chtěl zabránit jejich odvážení do ciziny či ničení. Staral se o záchranu západočeských patrimoniálních archivů. Pečoval o Archiv města Plzně i Metternichovský archiv v Plasích. Právě u druhého jmenovaného zabránil jeho odvozu z Československa, stejně jako zachránil Windischgrätzů v Tachově.
Pro obecní kronikáře, vlastivědné pracovníky, turistické vzdělavatele, archiváře Sokola či muzejníky pořádal vzdělávací kurzy. Účastnil se činnosti Sokola jako aktivní sportovec. Od roku 1921 působil jako vzdělavatel a funkcionář Sokola Plzeň I., po druhé světové válce se věnoval archivnictví v tematice Sokola. Roku 1930 vystoupil na sjezdu Svazu československých muzeí v Pardubicích, kde přednesl svůj návrh na reorganizaci členění muzeí. Základem jeho vědecké činnosti byla muzejní práce. Jeho zásluhou se plzeňské muzejní expozice dne 13. července 1933 otevřely pro veřejnost. Sám Macháček připravil podrobné průvodce expozicemi. Za jeho správy muzea vzrostl počet exponátů desetkrát. Vznikla nová oddělení: historicko-archeologické a přírodovědné. Též pomáhal Ladislavu Lábkovi v péči o Národopisné muzeum v Plzni.
Roku 1930 navrhl nové uspořádání archivu, které bylo městským zastupitelstvem schváleno o rok později. Archiv byl ustanoven jako samostatný úřad, jehož správa řídila také Městské historické muzeum. Též se připravovalo rozdělení obou institucí, k čemuž však nedošlo v důsledku probíhající hospodářské krize. Pořádal tisíce přednášek v Plzni i jiných západočeských městech a vesnicích. Pracoval v městském osvětovém sboru. Roku 1927 se stal jednatelem okresního osvětového sboru. S Josefem Strnadem prosadil vydávání Sborníku Městského historického musea v Plzni (dnešní Sborník Západočeského muzea v Plzni), který vycházel od roku 1909 do roku 1925.

## Okupace a druhá světová válka
V letech okupace Česka nacistickým Německem byl na Svaz československých muzeí a muzea vyvíjen tlak okupačními úřady, aby sloužily ideologické propagandě. V prvních letech války pokračovalo plzeňské muzeum ve své činnosti, postupně ji ale bylo nuceno omezovat. Za německé okupace zastával pozici lektora v nakladatelství Františka Nováka. Věnoval se prehistorickým a raně historickým nálezům v západních Čechách pro Archeologický ústav. Před Němci se snažil zachraňovat památky. Často jezdil přednášet do Těnovic. Dle tamního kronikáře Josefa Vyskočila zakončil každou svou přednášku větou: „Řekl jsem vám, že ve vašem kraji nikdy nebylo jiné národnosti než české, a Bůh dá, že také nebude.“ Dne 1. července 1941 byl Fridolín Macháček penzionován, i tak ale dál pracoval v muzeu a v archivu.
Roku 1943 se Macháček dostal do sporu s vrchním německým starostou Plzně Walterem Sturmem, jelikož Sturm daroval obraz plzeňského Náměstí republiky z roku 1793 českobudějovickému oberlandratovi Klosemu. Macháček napsal dopis Klosemu a ten si na Macháčka stěžoval Sturmovi. Sturm napsal Macháčkovi výhružný dopis a požadoval po něm informaci, jak se dozvěděl, že obraz daroval. Klose nakonec muzeu obraz vrátil.

### Protiněmecký odboj a zatčení
Fridolín Macháček se zapojil do plzeňského odboje. Jádrem jeho odbojové činnosti byla jeho činnost veřejná – články a přednášky, které měly podporovat národní hrdost. Macháček se do protinacistického odboje zapojil skrze zprostředkování od Jana Sýkory, který za první světové války v Londýně spolupracoval s Tomášem Garriguem Masarykem. V Praze byl v kontaktu s odbojáři Volfgangem Jankovcem a Robertem Fliederem, nosil peníze a osobní potřeby partyzánům v Brdech a náležel ke skupině Wildmannově. V přednáškách a článcích v novinách skrytě kritizoval okupaci. V odboji používal krycí jméno Amil. Jelikož jeho krycí jméno nedokázali Němci spojit s konkrétní osobou, tudíž jeho odbojovou činnost neodhalili.
Dne 1. ledna 1944 napsal do Českého deníku článek Žižka, Valdštejn a Plzeň (Němci chtěli založit Valdštejnské muzeum, Macháček vyzdvihoval přítomnost Žižky). Okupanti ho zatkli 17. ledna 1944 za publikační činnost do novin Český deník a Nová doba. Důvod zatčení byl zjištěn po válce při výslechu nacisty Haaseho. Na plzeňském gestapu nastal kolotoč výslechů a mučení. Opustil ho 20. května 1944, kdy byl převezen do Terezína. Zde pracoval v bramborárně, kde se připravovaly brambory pro kuchyni. Dne 14. března 1944 v koncentračním táboře Flossenburg. 19. dubna 1945 odcházely z tábora transporty vězňů, aby podstoupily tzv. pochod smrti. Fridolín Macháček ho přežil a 8. května 1945 se dostal zpět do Plzně. Ani v otřesných podmínkách tábora v sobě Macháček nepopřel historika. V knize Plzeň, Terezín, Flossenbürg se nevěnoval jen popisu tábora samotného, ale i historii kraje. Věznění nacisty popsal v knize Plzeň, Terezín, Flossenbürg, která byla vydána roku 1946. Získala cenu Klostermannova fondu při LUK v Plzni. Za svou odbojovou činnost byl vyznamenán křížem II. třídy.

## Činnost po druhé světové válce
Po svém návratu do Plzně se Macháček do muzea už nevrátil. Pracoval v archivu, pokračoval v publikační a přednáškové činnosti. Dne 20. ledna 1946 zemřela jeho dcera Vlasta Hromádková, která mu pomáhala v odboji. Muzeum bylo od archivu odděleno 1. července 1948. V archivu pomáhal při katalogizaci a shromažďoval písemnosti pro své připravované dílo Dějiny Plzně. Mělo se jednat o velmi rozsáhlé dílo o historii tohoto města. V letech 1951–1953 vedl archiv z důvodu nepřítomnosti archiváře. Stal se členem Archivní rady a Muzejní rady při Ministerstvu školství a kultury, členem Poradního sboru muzejního při Zemském národním výboru. Věnoval se zejména psaní článků a přednášení. Stal se konzervátorem památek pro Plzeňský kraj. Roku 1952 mu zemřela manželka. Jako předseda muzejního svazu se podílel na tvorbě nového muzejního zákona. Byl ovšem proti přílišnému zpolitizování muzeí a jejich využití k propagandě. V červenci 1952 se vzdal funkce předsedy svazu. Na následné valné hromadě byl zvolen čestným předsedou. Uzavřel smlouvu o sepsání Dějin Plzně s Jednotným národním výborem v Plzni a začal připravovat nejstarší část. Než však knihu stihl dopsat, tak 29. března 1954 zemřel několik dní po operaci.

## Dílo
Stěžejním tématem Fridolína Macháčka byly regionální dějiny Plzně a okolí, zejména sociální a hospodářské. Zmínit lze např. Dvě studie k dějinám Plzně a Plzeňska – Hospodářský a sociální vývoj plzeňského okresu. Dále studie Přehled modernějších dějin města od války třicetileté, která byla publikována ve sborníku Plzeň a Plzeňsko. Též lze zmínit stať Plzeň v dodatcích Ottova slovníku.
Hospodářským dějinám se věnoval také ve studii Historie školního statku Lüftnerka Na vinicích – Z hospodářských dějiny městských. V časopise Plzeň a Plzeňsko v minulosti i přítomnosti II. publikoval Vývoj hospodářský a sociální v okresu plzeňském. Tuto studii později rozšířil i na tematiku jižních Čech. V Pekařově sborníku Od pravěku k dnešku publikoval Problémy hospodářského a kolonizačního vývoje jihozápadních Čech.
Významnou studii představoval Hospodářský stav českých měst za války třicetileté, kde přišel s teorií, že největší ekonomický problém pro česká města za třicetileté války představovala přítomnost armády, kterou města musela živit. Z oboru archivnictví je autorem práce Spisovna, archiv, památky, kronika – o archivnictví. Ve Sborníku městského historického musea v Plzni publikoval sérii článků Literatura vlastivědná v plzeňských časopisech 1911–19.
V letech 1926–1933 publikoval v časopise Plzeňsko – list pro vlastivědu západních Čech. V prvním čísle sborníku Plzeň a Plzeňsko v minulosti a přítomnosti I. roku 1925 popsal pravěk v regionu. Věnoval se také tematice Chodska. Roku 1923 sepsal práci O Chodech a jejich mučedníku a roku 1941 O dějinách Chodů u Domažlic Fr. Roubíka, kde v Československém časopise historickém publikoval vlastní teorie o původu Chodů. Roku 1941 vydal knihu Plzeňský kraj. Jeho poslední dílem byla stať Zmizelá Plzeň, která byla vydána v časopise Zprávy památkové péče až po jeho smrti.
Asi nejvýznamnější Macháčkova díla souvisela s nálezem městské registratury roku 1908. Jedná se o studie Městská rada a městská kancelář v Plzni v 16. století a Městský soud a městský rychtář v Plzni v 16. století, kde důkladně popsal fungování těchto čtyř institucí. V díle Městský dům popsal místopis Plzně. Před svou smrtí chtěl napsat rozsáhlou knihu Dějiny Plzně, kterou však dopsat nestihl.

## Zdroje

### Prameny

#### Archiv hlavního města Prahy
- Archiv hlavního města Prahy; Sbírka církevních a civilních matrik, Katolické matriky, Staré Město, Kostel sv. Haštala, Sign.HŠ N19 : Matrika narozených z let 1880–1887; s. 146. Dostupné z: http://katalog.ahmp.cz/pragapublica/permalink?xid=A42229E0211E4CCCB40DBEEA2AB40127&scan=159#scan159.
- Archiv hlavního města Prahy; Sbírka církevních a civilních matrik, Katolické matriky, Praha III - Malá Strana, Kostel sv. Tomáše, Sign.TO O11 : Matrika oddaných z let 1893–1912; s. 231. Dostupné z: http://katalog.ahmp.cz/pragapublica/permalink?xid=C697418BDEC4477A81173FC65C7D6465&scan=235#scan235.

#### Státní oblastní archiv Plzeň
- Státní oblastní archiv Plzeň; Sbírka matrik, Církev českobratrská evangelická, Kniha oddaných pro Plzeň – východ v časovém rozsahu 1921–1939; s. 5. Dostupné z: https://www.portafontium.eu/iipimage/30072229/plzen-vychod-ceskobratrska-01_0060-o.

#### Vydané prameny
- VYSKOČIL, Josef. Vzpomínky těnovického kronikáře Josefa Vyskočila na Dr.Fridolína Macháčka. In: Zpravodaj Okresního muzea Plzeň-jih, 1988, č. 2, s. 9–12.